# 8-氢过氧化对薄荷烷
8-氢过氧化对薄荷烷是一种有机过氧化物，化学式为C10H20O2。它可以在对薄荷烷的氧化反应中产生，金属卟啉配合物可以催化这一氧化过程，反应会同时产生1-氢过氧化对薄荷烷。它可用作聚合反应的引发剂。